# Wilbur Ware
Wilbur Bernard Ware (ur. 8 września 1923 w Chicago, zm. 9 września 1979 w Filadelfii) – afroamerykański kontrabasista jazzowy, jeden z najbardziej biegłych technicznie i wpływowych, bebopowych przedstawicieli tego instrumentu.

## Życiorys
Już w dzieciństwie grał na banjo, perkusji i skrzypcach. Jako nastolatek zaczął grać na kontrabasie. Początkowo był samoukiem i występował z zespołach kościelnych. Jednakże jako uczeń DuSable High School, słynnej „kuźni gwiazd jazzu”, trafił pod opiekę nauczyciela muzyki i dyrygenta orkiestry szkolnej – Waltera Dyetta, który miał duży wpływ na jego rozwój muzyczny.
Po odbyciu służby wojskowej podczas II wojny światowej w 1946 wrócił do rodzinnego Chicago. Od razu dołączył do środowiska jazzu. Grał z trębaczem Royem Eldridge’em, skrzypkiem Stuffem Smithem, pianistą Juniorem Mance’em i saksofonistami Sonnym Stittem oraz Johnnym Griffinem, z którym w latach 50. dokonał licznych nagrań.
Był także członkiem wczesnego składu Sun Ra Arkestra, następnie podjął pracę z formacją perkusisty Arta Blakeya, z którą w 1956 pojechał do Nowego Jorku. W latach 1957–1958 współpracował z pianistą Theloniousem Monkiem, grając w jego legendarnych zespołach razem z saksofonistą Johnem Coltrane’em. Ponadto w 1957 wziął udział w słynnych, rejestrowanych koncertach tria saksofonisty Sonny’ego Rollinsa w klubie The Village Vanguard. W tym samym roku nagrał jako lider swój jedyny album, który otrzymał tytuł: The Chicago Sound. Wydała go wytwórnia Riverside, która przez pewien okres zatrudniała go w charakterze sidemana.
W 1960 wraz z perkusistą Maxem Roachem i innymi muzykami dołączył do grupy tzw. Newport Rebels, którą powołał kontrabasita Charles Mingus w proteście przeciwko rzekomej komercjalizacji festiwalu jazzowego w Newport. W tym czasie już od dawna był uzależniony od narkotyków, czego skutkiem był pogarszający się stan jego zdrowia. W 1963 wrócił do Chicago i do 1968 zaprzestał grać. W 1969 znów zaczął pracować. Zagrał w świetnych sesjach nagraniowych zespołów prowadzonych przez perkusistę Elvina Jonesa i saksofonisty Archiego Sheppa.
Pod koniec życia przeniósł się do Filadelfii, gdzie zmarł. Powodem śmierci była rozedma płuc. Miał 56 lat.

## A Great Day in Harlem
12 sierpnia 1958 został uwieczniony razem z 56. innymi muzykami jazzowymi na słynnej fotografii, zatytułowanej Wielki dzień w Harlemie (A Great Day in Harlem). Jej autorem był fotograf Art Kane, który wykonał ją na zamówienie czasopisma „Esquire”.

## Wybrana dyskografia

### Jako lider lub współlider
- 1956 Jazz Rhythm Records – Volume 3 – Don Abney-Mundell Lowe-Wilbur Ware-Bobby Donaldson (MMO – Music Minus One)
- 1957 The Chicago Sound – Wilbur Ware Quintet Featuring Johnny Griffin (Riverside)
- 2012 Wilbur Ware – Super Bass (Wilbur Ware Institute)

### Jako sideman
Z Artem Blakeyem
- 1982 Originally (Columbia)

Z Sonnym Clarkiem
- 1957 Dial „S” For Sonny – Sonny Clark with Art Farmer, Curtis Fuller, Hank Mobley, Wilbur Ware, Louis Hayes (Blue Note)

Z Kennym Dorhamem
- 1957 2 Horns/2 Rhythm (Riverside)

Z Johnnym Griffinem
- 1958
  - Johnny Griffin (Argo)
  - Johnny Griffin Sextet (Riverside)
  - Way Out! (Riverside)

Z Cliffordem Jordanem
- 1957 Jenkins, Jordan and Timmons (Prestige)
- 1961 Starting Time (Jazzland)
- 1972 In the World (Strata-East)
- 1977 Remembering Me-Me (Muse)

Z Herbiem Mannem
- 1957 The Jazz We Heard Last Summer (Savoy)

Z Blue Mitchellem
- 1958 Big 6 (Riverside)

Z Hankiem Mobleyem
- 1957 Hank (Blue Note)

Z Theloniousem Monkiem
- 1957
  - Thelonious Himself (Riverside)
  - Monk’s Music (Riverside)
  - Mulligan Meets Monk (Riverside)
- 1961 Thelonious Monk with John Coltrane (Jazzland)

Z J.R. Monterosem
- 1956 J.R. Monterose (Blue Note)

Z Lee Morganem
- 1956 Lee Morgan Indeed! (Blue Note)

Z Cecilem Payne’em
- 1973 Zodiac (Strata-East)

Z Ritą Reys
- 1956 The Cool Voice of Rita Reys (Columbia)

Z Sonnym Rollinsem
- 1958 Sonny Rollins – A Night at the „Village Vanguard” (Blue Note)
- 1987
  - Sonny Rollins – A Night at the „Village Vanguard” – Volume 1 (Blue Note) – CD
  - Sonny Rollins – A Night at the „Village Vanguard” – Volume 2 (Blue Note) – CD

Z Zootem Simsem
- 1957 Zoot! (Riverside)

Z Tootsem Thielemansem
- 1958 Man Bites Harmonica! (Riverside)

Zestawienie wg dat wydania płyt

## Instytut Wilbura Ware’a
W latach 70. powstał przy udziale muzyka The Wilbur Ware Institute. Jego celem jest zachowanie historii jazzu widzianej i przeżytej przez innowatorów i wybitnych artystów, którzy tworzyli, wykonują i utrwalają tę formę sztuki. Instytut ma siedzibę w Nowym Jorku.